# Joan Vilà i Moncau
Joan Vila Moncau (Vic, 1924 - Olot, 16 de septiembre de 2013), fue un pintor español. Estudió primero en Vich, después en la Escuela Llotja de Barcelona y finalmente en la École du Louvre, de París en 1954. 
Especializado en la pintura mural, hizo obras de este tipo en Vich, Olot, Seo de Urgel y Ripoll. Participó en los Salones de Octubre de Barcelona y los Salones de Mayo. Expuso a menudo integrado en el grupo Els Vuit de Vic (Los Ocho de Vich), e individualmente, en Sabadell (1957), Madrid (1962), Vich (1962 y 1964), Barcelona (1967 y 1975) y Figueras (1974). Desde 1970 fue director de la Escuela de Bellas Artes de Olot. Su estilo era una modernización del realismo más fiel, especialmente centrado en paisajes urbanos, pero también ensayó el surrealismo. En 1991 recibió la Cruz de San Jorge.